# Art Turk Burton
Art „Turk“ Burton (eigentlich Arthur Theodore Burton; * 1949 in Chicago) ist ein amerikanischer Jazzmusiker (Conga, Djembé, Shékere), Bandleader und Autor.

## Leben und Wirken
Burton, dessen Familie mütterlicherseits aus Oklahoma, väterlicherseits aus dem Mississippi-Delta stammte, wuchs in Phoenix (llinois), im Umland von Chicago auf; in Oklahoma beendete er seine Schulausbildung. Frühe musikalische Vorbilder waren Cándido Camero, Mongo Santamaría, Art Blakey und Ray Barretto. Er wirkte als Jugendlicher Mitte der 1960er-Jahre mit seiner Band bei einem Talentwettbewerb mit, an dem auch die Jackson Five teilnahmen und gewannen. 1969 siegte Burton dann mit der Formation Soul Naturals beim Illinois State Battle of the Bands. Nach der Auflösung der Band – viele Mitglieder wurden zum Kriegsdienst im Vietnamkrieg eingezogen – arbeitete Burton weiter als Musiker, orientierte sich jedoch weg von R&B- und Motown-inspirierter Popmusik hin zu Jazz und afroamerikanischer Musik; Unterricht hatte er in dieser Zeit bei Phil Cohran und Avreeayl Ra.
Durch Rahsaan Roland Kirk gelangte Burton Anfang der 1970er-Jahre schließlich in den Umkreis der Association for the Advancement of Creative Musicians (AACM), dessen  Mitglied er 1973 wurde, und spielte in diesem Umfeld in Chicago mit dem Boxer und Schlagzeuger Chinelo „Chi“ Amen-Ra, außerdem mit in Muhal Richard Abrams’ Bigband (in der er Don Moye ablöste), Kelan Cochran, Odell Brown, Henry Gibson (Schlagzeuger von Curtis Mayfield), Chaka Khan und späteren Mitgliedern von Earth, Wind & Fire. Daneben studierte er an der Governor’s State University Schlagzeug.
Ab den frühen 1980er-Jahren gründete er das Burton Congo Square Artistic Ensemble;
ab Mitte der 1990er-Jahre arbeitete er u. a. auch mit Vandy Harris, Jr. & The Front Burners, mit dem Plattenaufnahmen entstanden (Pure Fire, 1996), außerdem mit Ari Brown (Venus, Delmark, 1998) und im folgenden Jahrzehnt mit Nicole Mitchells Black Earth Ensemble (Hope, Future and Destiny, 2004). Im Bereich des Jazz war er zwischen 1998 und 2009 an fünf Aufnahmesessions beteiligt. 2009 trat er mit dem AACM Great Black Music Ensemble (u. a. mit George Lewis, Nicole Mitchell, Mwata Bowden, Ernest Dawkins) auf dem Umbria Jazz Festival auf. Im Rahmen verschiedener AACM-Veranstaltungen wie der Original Art Series konzertierte er mit Dee Alexander und Ann Ward sowie mit seinem Congo Square Ensemble, mit dem er 2015 ein Album vorlegte, das u. a. eine Version von John Coltranes A Love Supreme enthält. In seiner Band spielten im Laufe seines Bestehens Vincent Carter (Sopran- und Tenorsaxophon), Mwata Bowden (Baritonsaxophon), Douglas Ewart (Altsaxophon), Theodis Rodgers junior (Piano), Donald Rafael Garrett bzw. Harrison Bankhead (Bass) sowie Reggie Nicholson (Schlagzeug). Burton schrieb außerdem die Bücher Black, Red, and Deadly und Black, Buckskin, and Blue, eine afroamerikanisch geprägte Geschichte des Wilden Westens.